# Bayeux, Brazilia
Bayeux este un oraș în Paraíba (PB), Brazilia.